# Daniela Pedali
Daniela Pedali (San Pietro Vernotico, 12 febbraio 1978) è una cantante italiana.

## Biografia

### Anni 2000
Nel 2001 esce il suo primo album intitolato "Libera": il singolo apripista è La voce del silenzio, versione R&B di un classico di Mina. Nel disco di debutto sono comprese anche Per questo amore, una reinterpretazione di Stevie Wonder, e una nuova versione di Io che non vivo più, che si avvale della collaborazione di James Senese.
Nel 2002 partecipa a "Destinazione Sanremo" con Salvami (Sacred Kiss), canzone scritta per lei da Diane Warren, e vince l'accesso al Festival di Sanremo 2003.
Nel 2003 partecipa al 53º Festival della Canzone Italiana di Sanremo nella categoria "Giovani" con il brano Vorrei e pubblica il suo secondo album "Daniela Pedali", contenente anche l'hit Mama e Your Song, cover di Elton John. Discografici latino-americani le offrono un contratto con la Sony Discos.
Nel 2005 pubblica "Amore", album in spagnolo per il mercato latino americano con cui vince ben tre dischi di platino grazie alle oltre trecentomila copie vendute. Con Quisiera raggiunge il 15º posto nella Top singoli e con la versione remix il 2º posto nella classifica dance. Viene realizzato un reality show "Ruta al exito", sei puntate che raccontano il percorso della Pedali in America. Viene scelta come unica artista italiana per un progetto di pace che vede protagonisti artisti di tutto il mondo e incide in duetto con Gino Vannelli il brano Never terrorism never war (Mai più la guerra), che ha come testo la preghiera di Papa Giovanni Paolo II. Canta il brano dinanzi al Papa dopo l'Angelus a Piazza San Pietro.
Il 17 febbraio 2006, anticipato dal singolo estivo Un giorno avrò e successivamente da Quando ami qualcuno, esce il terzo album in italiano: "Il Rispetto": Il disco Soul/RnB si avvale della produzione di Jay-Z e della collaborazione di Jaz-O, Tormento e Irene Lamedica. Il rispetto è anche il titolo del terzo singolo estratto che, come i precedenti e il successivo Bugie, entra nella top Fimi dei singoli e nella classifica del Music Control.
Nel giugno 2008 viene invitata a cantare per Papa Benedetto XVI durante la sua visita pastorale in Puglia.
Il 3 luglio 2009, dopo un tour in Danimarca, Russia e Ucraina, esce il suo quinto disco "In Disco", titolo ripreso dall'omonimo brano scritto interamente dal compositore/autore Axel Eleonori, anticipato qualche giorno prima dal singolo Ritornerai / Dance It nella doppia versione italiana e inglese. Tra i 12 brani che compongono "In disco", alcuni in italiano ed altri in inglese, anche Callas in omaggio alla diva, Una vita infinita, riadattamento in italiano di My heart will go on di Céline Dion, e Words, canzone degli anni 80 di F.R. David ricantata per l'occasione assieme ai Londonbeat. Sempre a Bruxelles, il 14 novembre Daniela è ospite al "Festival internazionale della canzone Italiana nel mondo" condotto da Antonella Clerici.
Nel periodo natalizio "In disco" viene ridistribuito in un packaging esclusivo ed in edizione limitata con in omaggio il nuovo singolo Se mai, cover di Smile di Charlie Chaplin, con la collaborazione di Francesco Cafiso sia nella versione italiana che in inglese, e Jesus Amen versione gospel.
Il 21 giugno 2009 su invito di Laura Pausini aderisce all'evento benefico Amiche per l'Abruzzo, un mega concerto di raccolta fondi per i terremotati aquilani.

### Anni 2010
Nei primi mesi del 2010, con la stessa copertina di "In Disco", e il titolo del suo precedente album "Il Rispetto", viene pubblicato in Austria, Germania e Svizzera, un album "fusion" dei due ultimi dischi.
Il 29 maggio viene premiata come Miglior Artista Emergente all'Arena di Verona in occasione dei Wind Music Awards 2010.
Il 20 novembre 2012 è uscito il suo nuovo album "Pop in Jazz" nel quale la Pedali è accompagnata da Dado Moroni, Furio Di Castri, Roberto Gatto, Marco Tamburini e Paolo Fresu: nell'album è contenuta anche la versione Inglese di "Vorrei", dal titolo "Someday", scritta dal cantautore Samuel J. Morris.
Nel frattempo si trasferisce in Messico, paese nel quale attualmente risiede.
Il 14 settembre 2014 appare come partecipante nella versione messicana del programma The Voice, ossia La Voz... México, cantando nelle audizioni il brano Sola otra vez, versione spagnola di All by myself ricevendo quattro sì dai coach: Laura Pausini, Ricky Martin, Julión Álvarez e Yuri.
Nel 2016 si esibisce per Il Volo, come open act del loro tour latino, e per Papa Francesco, in visita in Messico per il suo viaggio Apostolico, cantando in anteprima un nuovo brano: Sin Limites. Dal 2016, per tre anni consecutivi, è anche la voce ufficiale del “Grito de Independencia” del presidente messicano Enrique Peña Nieto, in occasione dell'“Anniversario de independencia”  che si celebra ogni 15 di settembre e viene trasmessa in diretta su tutte le televisioni nazionali messicane.
Il 2 giugno 2018 esce il singolo Como quien pierde una estrella, cover del brano mariachi scritto da Humberto Estrada per Alejandro Fernández.
Il 30 giugno 2019 esce su tutti i digital store italiani e latini la "Spanish version" di Ritmo diablo, il nuovo singolo in collaborazione con il chitarrista e compositore latin jazz Andrea Dessì dei Marea. Il 14 luglio viene pubblicata anche l'"Italian version" e successivamente la "Latin version", che farà da lancio all'album "Black Mediterraneo" di Dessì.
Il 4 e 5 Aprile 2020 con l'inedito È più di un sogno partecipa all'evento "L'Italia in una stanza", su invito di OA Plus e MEI, per la raccolta fondi destinata all'emergenza Coronavirus.

## Discografia

### Album in studio
- 2001 - Libera
- 2003 - Daniela Pedali
- 2005 - Amore
- 2006 - Il rispetto
- 2009 - In disco
- 2012 - Pop in Jazz

### Singoli
- 2000 - La voce del silenzio
- 2000 - Io ti avrò
- 2002 - Non ci sei più
- 2003 - Vorrei
- 2003 - Mama
- 2005 - Quisiera
- 2005 - Un giorno avrò
- 2005 - Quando ami qualcuno
- 2006 - Il rispetto
- 2007 - Bugie
- 2008 - Words (feat. Londonbeat)
- 2009 - Ritornerai / Dance It
- 2009 - Se mai (Smile) (feat. Francesco Cafiso)
- 2017 - Contigo en la distancia
- 2018 - Supiste hacerme mal
- 2018 - Como quien pierde una estrella
- 2019 - Ritmo diablo (feat. Andrea Dessì)

## Brani entrati in classifica
| Anno | Singolo             | Posizione più alta |
| ---- | ------------------- | ------------------ |
| 2005 | Un giorno avrò      | 20                 |
| 2005 | Quando ami qualcuno | 32                 |
| 2006 | Bugie               | 46                 |
| 2006 | Il rispetto         | 31                 |
| 2011 | Come on and get it  | 99                 |